# LTE Advanced Pro
LTE Advanced Pro (prescurtat LTE-A Pro, cunoscut ca 4.5G, 4.5G Pro, 4.9G, Pre-5G, 5G Project) este numele pentru release-urile 3GPP 13 și 14, pentru a le diferenția de versiunile anterioare LTE și LTE Advanced.